# Vilém z Jülich-Cleves-Bergu
Vilém z Jülich-Cleves-Bergu (Vilém I. Klevský, Vilém V. z Jülich-Bergu) (28. července 1516, Düsseldorf – 5. ledna 1592, Düsseldorf) se narodil jako jediný syn vévody Jana III. Klevského a jeho manželky Marie z Jülich-Bergu. Vládu v otcových zemích (Klevské vévodství a hrabství Marka) Vilém převzal po jeho smrti v roce 1539. Přestože jeho matka žila až do roku 1543, Vilém se stal také pánem jejích statků, vévodou z Bergu a Jülichu a hrabětem z Ravensbergu.

## Život
Vilémovo humanistické vzdělání vedl Konrad Heresbach. V roce 1545 nechal Vilém v Düsseldorfu postavit humanistické gymnázium. Pokoušel se podporovat Erasmiánskou církev, ale udělal jen málo, aby zastavil luteránství v šíření mezi obyvatelstvem. Po roce 1554 Vilém jmenoval luteránského kazatele učitelem svých synů.
V letech 1538 až 1543 Vilém držel sousední vévodství Guelders jako nástupce svých vzdálených příbuzných, vévodů z Egmondu. Císař Karel V. si toto vévodství nárokoval pro sebe, protože vévodové prodali své právo na dědictví, které se Vilém snažil udržet. Vilém uzavřel smlouvu s francouzským králem a oženil se s Janou d'Albret, s touto zálohou se odvážil čelit císaři. Až příliš brzy zjistil, že Francouzi nehnou ani prstem, aby mu pomohli, byl poražen a musel se vzdát. V souladu se smlouvou z Venlo (1543), která byla výsledkem této války, byly Guelders a hrabství Zutphen převedeny na císaře Karla V., čímž byly spojeny s Habsburským Nizozemím.
Vilém se poté pokusil posílit svá zděděná území a zahájil působivý rozvojový projekt pro nejdůležitější města. Všechna tři vévodství získala nové hlavní pevnosti jako hlavní opěrné body, protože se ukázalo, že starší středověké opevnění se císařovu dělostřelectvu nevyrovná. Města Jülich, Düsseldorf a Orsoy se stala pevnostmi pro vévodství Jülich, Berg a Cleves a Jülich a Düsseldorf se proměnily v impozantní sídla. Pro tento úkol Vilém najal proslulého italského architekta Alessandra Pasqualiniho z Bologny, který už působivě předvedl své řemeslo v Nizozemí.
Vilém zemřel 5. ledna 1592 ve věku 75 let v rodném Düsseldorfu.

## Manželství a potomci
14. června 1541 se Vilém oženil s dvanáctiletou Janou d'Albret, jedinou dcerou navarrského krále Jindřicha II. a Markéty z Angoulême, a dědičkou Navarrského království. Manželství bylo 12. října 1545 anulováno papežským dispensem.
18. července 1546 se téměř třicetiletý Vilém oženil s o patnáct let mladší Marií Habsburskou, dcerou Ferdinanda I. Habsburského a Anny Jagellonské. Spolu měli manželé sedm dětí:
- Marie Eleonora Klevská (16. června 1550 – 1. června 1608), ⚭ 1573 Albrecht Fridrich Pruský (29. dubna 1553 – 27. srpna 1618), vévoda pruský
- Anna Klevská (1. března 1552 – 6. října 1632), ⚭ 1574 Filip Ludvík Falcko-Neuburský (2. října 1547 – 22. srpna 1614), hrabě falcko-neuburský
- Magdalena Klevská (2. listopadu 1553 – 30. srpna 1633), ⚭ 1579 Jan I. Falcko-Zweibrückenský (8. května 1550 – 12. srpna 1604)
- Karel Fridrich z Jülich-Kleve-Bergu (28. dubna 1555 – 9. února 1575), svobodný a bezdětný
- Alžběta Klevská (1556–1561)
- Sibyla z Jülich-Kleve-Bergu (1557–1628), ⚭ 1601 Karel Rakouský (22. listopadu 1560 – 31. října 1618), markrabě z Burgau, hrabě nellenburský a hohenberský
- Jan Vilém z Jülich-Kleve-Bergu (28. května 1562 – 25. března 1609), ⚭ 1585 Jakobea Bádenská (16. ledna 1558 – 3. září 1597)

## Vývod z předků
|                             |                             |  |                       |                               |  |  |  |  |  |  |  | Adolf I. Klevský |
|                             |                             |  |                       |                               |  |  |  |  |  |  |  |                  |
|                             | Jan I. Klevský              |  |                       |                               |  |  |  |  |  |  |  |                  |
|                             |                             |  |                       |                               |  |  |  |  |  |  |  |                  |
|                             |                             |  |                       | Marie Burgundská              |  |  |  |  |  |  |  |                  |
|                             |                             |  |                       |                               |  |  |  |  |  |  |  |                  |
|                             | Jan II. Klevský             |  |                       |                               |  |  |  |  |  |  |  |                  |
|                             |                             |  |                       |                               |  |  |  |  |  |  |  |                  |
|                             |                             |  |                       | Jan Burgundský                |  |  |  |  |  |  |  |                  |
|                             |                             |  |                       |                               |  |  |  |  |  |  |  |                  |
|                             | Alžběta z Nevers            |  |                       |                               |  |  |  |  |  |  |  |                  |
|                             |                             |  |                       |                               |  |  |  |  |  |  |  |                  |
|                             |                             |  |                       | Jacqueline d'Ailly            |  |  |  |  |  |  |  |                  |
|                             |                             |  |                       |                               |  |  |  |  |  |  |  |                  |
|                             | Jan III. Klevský            |  |                       |                               |  |  |  |  |  |  |  |                  |
|                             |                             |  |                       |                               |  |  |  |  |  |  |  |                  |
|                             |                             |  |                       | Ludvík I. Hesenský            |  |  |  |  |  |  |  |                  |
|                             |                             |  |                       |                               |  |  |  |  |  |  |  |                  |
|                             | Jindřich III. Hornohesenský |  |                       |                               |  |  |  |  |  |  |  |                  |
|                             |                             |  |                       |                               |  |  |  |  |  |  |  |                  |
|                             |                             |  |                       | Anna Saská                    |  |  |  |  |  |  |  |                  |
|                             |                             |  |                       |                               |  |  |  |  |  |  |  |                  |
|                             | Matylda Hesenská            |  |                       |                               |  |  |  |  |  |  |  |                  |
|                             |                             |  |                       |                               |  |  |  |  |  |  |  |                  |
|                             |                             |  |                       | Filip I. z Katzenelnbogenu    |  |  |  |  |  |  |  |                  |
|                             |                             |  |                       |                               |  |  |  |  |  |  |  |                  |
|                             | Anna z Katzenelnbogenu      |  |                       |                               |  |  |  |  |  |  |  |                  |
|                             |                             |  |                       |                               |  |  |  |  |  |  |  |                  |
|                             |                             |  |                       | Anna Württemberská            |  |  |  |  |  |  |  |                  |
|                             |                             |  |                       |                               |  |  |  |  |  |  |  |                  |
| Vilém z Jülich-Cleves-Bergu |                             |  |                       |                               |  |  |  |  |  |  |  |                  |
|                             |                             |  |                       |                               |  |  |  |  |  |  |  |                  |
|                             |                             |  | Vilém VIII. z Jülichu |                               |  |  |  |  |  |  |  |                  |
|                             |                             |  |                       |                               |  |  |  |  |  |  |  |                  |
|                             | Gerhard VII. z Jülich-Bergu |  |                       |                               |  |  |  |  |  |  |  |                  |
|                             |                             |  |                       |                               |  |  |  |  |  |  |  |                  |
|                             |                             |  |                       | Adelaida z Tecklenburgu       |  |  |  |  |  |  |  |                  |
|                             |                             |  |                       |                               |  |  |  |  |  |  |  |                  |
|                             | Vilém IV. z Jülich-Bergu    |  |                       |                               |  |  |  |  |  |  |  |                  |
|                             |                             |  |                       |                               |  |  |  |  |  |  |  |                  |
|                             |                             |  |                       | Bernard II. Sasko-Lauenburský |  |  |  |  |  |  |  |                  |
|                             |                             |  |                       |                               |  |  |  |  |  |  |  |                  |
|                             | Žofie Sasko-Lauenburská     |  |                       |                               |  |  |  |  |  |  |  |                  |
|                             |                             |  |                       |                               |  |  |  |  |  |  |  |                  |
|                             |                             |  |                       | Adelaida Pomořanská           |  |  |  |  |  |  |  |                  |
|                             |                             |  |                       |                               |  |  |  |  |  |  |  |                  |
|                             | Marie z Jülich-Bergu        |  |                       |                               |  |  |  |  |  |  |  |                  |
|                             |                             |  |                       |                               |  |  |  |  |  |  |  |                  |
|                             |                             |  |                       | Fridrich I. Braniborský       |  |  |  |  |  |  |  |                  |
|                             |                             |  |                       |                               |  |  |  |  |  |  |  |                  |
|                             | Albrecht III. Achilles      |  |                       |                               |  |  |  |  |  |  |  |                  |
|                             |                             |  |                       |                               |  |  |  |  |  |  |  |                  |
|                             |                             |  |                       | Alžběta Bavorská              |  |  |  |  |  |  |  |                  |
|                             |                             |  |                       |                               |  |  |  |  |  |  |  |                  |
|                             | Sibyla Braniborská          |  |                       |                               |  |  |  |  |  |  |  |                  |
|                             |                             |  |                       |                               |  |  |  |  |  |  |  |                  |
|                             |                             |  |                       | Fridrich II. Saský            |  |  |  |  |  |  |  |                  |
|                             |                             |  |                       |                               |  |  |  |  |  |  |  |                  |
|                             | Anna Saská                  |  |                       |                               |  |  |  |  |  |  |  |                  |
|                             |                             |  |                       |                               |  |  |  |  |  |  |  |                  |
|                             |                             |  |                       | Markéta Habsburská            |  |  |  |  |  |  |  |                  |
|                             |                             |  |                       |                               |  |  |  |  |  |  |  |                  |